# Индексы отрицательного и положительного объёма
Индекс отрицательного объёма (NVI от англ. negative volume index) и индекс положительного объёма (PVI от англ. positive volume index) — технические индикаторы с зеркальной методологией расчёта, но аналогичной интерпретацией, аккумулирующие ценовые изменения за периоды с, соответственно, падающим и растущим объёмом торгов относительно предыдущего периода.
Индексы отрицательного и положительного объёма были разработаны Полем Дизаром (англ. Paul L. Dysart, Jr.) в 1936 году, однако популяризированы в модификации Нормана Фосбака (англ. Norman G. Fosback) лишь в 1976 году.

## Гипотеза
По мнению создателей и основных интерпретаторов данных индикаторов считается, что в дни падения объёма торгов позиции открывают профессиональные инвесторы и инсайдеры, а в дни роста объёма — неквалифицированные или несведующие инвесторы — «толпа».

## Методика расчёта

### Общие положения
Индексы отрицательного и положительного объёма имеют несколько принципиально разных методик расчёта.
Однако общим для них является то, что данный индекс представляет собой величину, аккумулирующую ценовой показатель и то, что индекс отрицательного объёма учитывает только периоды, в которых текущий объём торгов был меньше предыдущего, а индекс положительного объёма только те периоды, в которых текущий объём торгов был больше предыдущего.
Различными же являются и ценовые показатели и методы аккумуляции.
Традиционной методикой считаются формулы Нормана Фосбака, приводимые им в книге «Логика фондового рынка».

### Индекс отрицательного объёма

#### Традиционная методика
В интерпретации Нормана Фосбака индекс отрицательного объёма равен кумулятивной сумме произведения текущей доходности на значение индекса в предыдущем периоде в моменты, когда объём торгов текущего дня меньше объёма торгов предыдущего дня:
{\displaystyle {\textit {NVI}}_{t}=\left\{{\begin{matrix}{\textit {NVI}}_{t-1},&\mathrm {if} \ {\textit {Volume}}_{t}\geqslant {\textit {Volume}}_{t-1}\\\\{\textit {NVI}}_{t-1}+{\frac {{\textit {Close}}_{t}-{\textit {Close}}_{t-1}}{{\textit {Close}}_{t-1}}}\cdot {\textit {NVI}}_{t-1},&\mathrm {if} \ {\textit {Volume}}_{t}<{\textit {Volume}}_{t-1}\end{matrix}}\right.}
что может быть приведено к виду:
{\displaystyle {\textit {NVI}}_{t}=\left\{{\begin{matrix}{\textit {NVI}}_{t-1},&\mathrm {if} \ {\textit {Volume}}_{t}\geqslant {\textit {Volume}}_{t-1}\\\\{\textit {NVI}}_{t-1}\cdot {\frac {{\textit {Close}}_{t}}{{\textit {Close}}_{t-1}}},&\mathrm {if} \ {\textit {Volume}}_{t}<{\textit {Volume}}_{t-1}\end{matrix}}\right.}
где {\displaystyle {\textit {NVI}}_{t},{\textit {NVI}}_{t-1}} — текущее и предыдущие значения индекса {\displaystyle {\textit {NVI}}}, {\displaystyle {\textit {Close}}_{t},{\textit {Close}}_{t-1}} — цена закрытия текущего и предыдущего периода, {\displaystyle {\textit {Volume}}_{t},{\textit {Volume}}_{t-1}} — объёмы торгов текущего и предыдущего периодов.

#### Простая кумулятивная сумма
По методу простой кумулятивной суммы для вычисления индекса отрицательного объёма происходит суммирование доходности в дни отрицательного оборота:
{\displaystyle {\textit {NVI}}_{t}=\left\{{\begin{matrix}{\textit {NVI}}_{t-1},&\mathrm {if} \ {\textit {Volume}}_{t}\geqslant {\textit {Volume}}_{t-1}\\\\{\textit {NVI}}_{t-1}+{\frac {{\textit {Close}}_{t}-{\textit {Close}}_{t-1}}{{\textit {Close}}_{t-1}}},&\mathrm {if} \ {\textit {Volume}}_{t}<{\textit {Volume}}_{t-1}\end{matrix}}\right.}

### Индекс положительного объёма
В интерпретации Нормана Фосбака индекс положительного объёма равен кумулятивной сумме произведения текущей доходности на значение индекса в предыдущем периоде в моменты, когда объём торгов текущего дня больше объёма торгов предыдущего дня:
{\displaystyle {\textit {PVI}}_{t}=\left\{{\begin{matrix}{\textit {PVI}}_{t-1}+{\frac {{\textit {Close}}_{t}-{\textit {Close}}_{t-1}}{{\textit {Close}}_{t-1}}}\cdot {\textit {PVI}}_{t-1},&\mathrm {if} \ {\textit {Volume}}_{t}>{\textit {Volume}}_{t-1}\\\\{\textit {PVI}}_{t-1},&\mathrm {if} \ {\textit {Volume}}_{t}\leqslant {\textit {Volume}}_{t-1}\end{matrix}}\right.}
что может быть приведено к виду:
{\displaystyle {\textit {PVI}}_{t}=\left\{{\begin{matrix}{\textit {PVI}}_{t-1}\cdot {\frac {{\textit {Close}}_{t}}{{\textit {Close}}_{t-1}}},&\mathrm {if} \ {\textit {Volume}}_{t}>{\textit {Volume}}_{t-1}\\\\{\textit {PVI}}_{t-1},&\mathrm {if} \ {\textit {Volume}}_{t}\leqslant {\textit {Volume}}_{t-1}\end{matrix}}\right.}
где {\displaystyle {\textit {PVI}}_{t},{\textit {PVI}}_{t-1}} — текущее и предыдущие значения индекса {\displaystyle {\textit {PVI}}}, {\displaystyle {\textit {Close}}_{t},{\textit {Close}}_{t-1}} — цена закрытия текущего и предыдущего периода, {\displaystyle {\textit {Volume}}_{t},{\textit {Volume}}_{t-1}} — объёмы торгов текущего и предыдущего периодов.

## Торговые стратегии

### Общие соображения
Индексы отрицательного и положительного оборота являются отражением ценовой характеристики, поэтому к их анализу применимы те же методы, что и к анализу цен.
Хотя индексы имеют зеркальную методику расчёта они не являются индикаторами противоположных мнений и в целом их характер аналогичен поведению различных вариантов скользящей средней.
Стоит отметить, что сигналы, подаваемые NVI и PVI не рекомендуется использовать для открытия коротких позиций.
Кроме того, отмечается различная сила сигналов NVI и PVI при открытии и закрытии длинных позиций.
Ниже в таблице представлены обобщённые данные по NVI и PVI за период с 1941 по 1975 год из книги Нормана Фосбака «Логика фондового рынка»:
| Индикатор | Положение относительно годового скользящего среднего | Вероятность наличия бычьего тренда | Вероятность наличия медвежьего тренда |
| --------- | ---------------------------------------------------- | ---------------------------------- | ------------------------------------- |
| NVI       | Выше                                                 | 96%                                | 4%                                    |
| PVI       | Выше                                                 | 79%                                | 21%                                   |
| NVI       | Ниже                                                 | 47%                                | 53%                                   |
| PVI       | Ниже                                                 | 33%                                | 67%                                   |

То есть индекс NVI даёт очень сильный сигнал на покупку, но статистически незначимый на продажу, а индекс PVI можно считать относительно слабым на покупку, но эффективным при покупке и продаже (только при длинных позициях).
Эксперты указывают на возможность применять данные индикаторы на любых таймфреймах.

### Сравнение со скользящей средней
При сравнении индексов с их скользящей средней для дневных таймфреймов можно придерживаться следующей стратегии:
- Купить, если значение NVI или PVI больше их годовой (253 дневной) скользящей средней.
- Продать, если значение NVI или PVI меньше их годовой скользящей средней.

### Сравнение с предыдущим значением
При торговле по сигналам NVI рассчитанным по методики простой кумулятивной суммы возможно открытие длинных позиций ориентируясь на отношение значений индикатора в последнем и предыдущем периодах:
- Купить, когда текущее значение NVI больше своего предыдущего значения.
- Продать, когда текущее значение NVI меньше своего предыдущего значения.

## Связь с другими индикаторами
Индексы отрицательного и положительного объёма являются кумулятивной суммой или произведением индикатора скорости изменения — RoC в периоды падения или роста объёма торгов соответственно.